# شهرستان اورجار
شهرستان اورجار (به قزاقی: Үржар ауданы، ءۇرجار اۋدانى) یک منطقهٔ مسکونی در قزاقستان است که در استان آبای واقع شده‌است. شهرستان اورجار ۲۳٬۴۰۰ کیلومتر مربع مساحت و ۸۱٬۰۰۸ نفر جمعیت دارد.